# Alina Centkiewicz
Alina Centkiewicz (ur. 22 listopada?/5 grudnia 1907 w Hłuszkach, zm. 11 marca 1993 w Warszawie) – literat, autorka (wraz z mężem Czesławem Centkiewiczem) książek podróżniczych, głównie o tematyce polarnej.

## Życiorys
Córka Bolesława Giliczyńskiego i Jadwigi z domu Rogowskiej. W 1918 roku jej rodzina przeniosła się do Warszawy. 
W 1925 Alina Centkiewicz ukończyła gimnazjum żeńskie Związku Nauczycielstwa Polskiego. Swoją pierwszą podróż (do Brazylii) odbyła w 1923 r. wraz z ojcem, który pełnił funkcję prezesa Stowarzyszenia Opieki nad Emigracją. Na studia prawnicze wyjechała w 1925 r. do Grenoble. 4 grudnia 1926 r. w czasie jednej z wycieczek w Alpy poznała swego przyszłego męża Czesława Centkiewicza, który studiował elektronikę na Politechnice w Grenoble (potem w 1928 r. przeniósł się na studia do belgijskiego Liège). W 1929 uzyskała dyplom magistra prawa  i wróciła do Warszawy, by opiekować się chorymi rodzicami (sparaliżowany ojciec). Po ukończonym kursie bibliotekarskim przy Uniwersytecie Warszawskim, zaczęła, w 1932 roku, pracować jako Kierownik Biblioteki Państwowego Banku Rolnego w Warszawie. Po powrocie do Warszawy Czesława Centkiewicza znajomość z nim ponownie się rozwinęła i z czasem przekształciła się w narzeczeństwo. Ślub odbył się w listopadzie 1939 r. W czasie niemieckiej okupacji Centkiewiczowie mieszkali w Warszawie. Alina pracowała jako urzędnik w Państwowym Banku Rolnym do 1943 r.

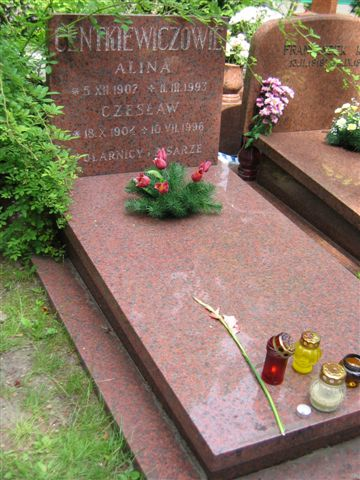
Nagrobek Aliny i Czesława Centkiewiczów, Warszawa, Cmentarz Wojskowy na Powązkach (kwatera 3A tuje-2-15)

Była więźniem Pawiaka, a następnie 7 sierpnia 1944 została osadzona w niemieckim obozie koncentracyjnym Ravensbrück. Pod koniec II wojny światowej została przewieziona do Stuttgartu. W 1946 r. powróciła do kraju i odnalazła męża. Zamieszkali w Jeleniej Górze.
W latach 1946–1950 była wiceprzewodniczącą Ligi Kobiet w Jeleniej Górze i członkiem Towarzystwa Przyjaciół Dzieci. Od 1948 roku należała do PZPR. W 1949 wyszła drukiem pierwsza napisana wspólnie z mężem książka Odarpi, syn Egigwy. 
W 1950 r. osiadła w Legionowie, gdzie została wybrana radną. W drugiej połowie 1955 r. przeprowadziła się wraz z mężem na Saską Kępę w Warszawie. Zamieszkali w domu przy ul. Zakopiańskiej 16.
W 1958 roku była pierwszą Polką (szóstą kobietą na świecie), która stanęła na Antarktydzie.
Pochowana na Cmentarzu Wojskowym na Powązkach w Warszawie (kwatera 3A tuje-2-15).

## Odznaczenia i upamiętnienie
Została odznaczona m.in. Złotym Krzyżem Zasługi (1956), Krzyżem Kawalerskim Orderu Odrodzenia Polski (1962), Odznaką 1000-lecia Państwa Polskiego (1968), Medalem Komisji Edukacji Narodowej (1969), Krzyżem Oficerskim Orderu Odrodzenia Polski (1974) oraz Złotą odznaką honorową "Za Zasługi dla Warszawy" (1965).
W 1963 otrzymała wraz z mężem Nagrodę „Problemów”.
W 1969 otrzymała wraz z mężem Nagrodę Ministra Kultury i Sztuki I stopnia za całokształt twórczości literackiej.
W 1970 roku została Kawalerem Orderu Uśmiechu. W 1979 otrzymała Dyplom honorowy Związku Pisarzy ZSRR.
W 2004 rondu u zbiegu ulic Jagiellońskiej i Parkowej w Legionowie nadano imię Aliny i Czesława Centkiewiczów.
26 września 2012 otrzymała pośmiertnie tytuł Honorowego Obywatela Miasta Legionowa.

## Twórczość (wybór)
Z Czesławem Centkiewiczem wydała m.in.:
- Odarpi, syn Egigwy (1949)
- Zdobywcy bieguna północnego (1950)
- Na podbój Arktyki (1952)
- W lodach Eisfiordu (1953)
- Radiostacja zamilkła (1953)
- Znowu na Wyspie Niedźwiedziej (1954)
- Arktyka, kraj przyszłości (1954)
- Niezwykła podróż (1955)
- Bohaterski szturman (1956)
- Na białym szlaku (1956)
- Pułkownik Orvin mylił się (1959)
- Wyspy Mgieł Wichrów (1959)
- Tajemnice szóstego kontynentu (1960)
- Opowieści spod bieguna (1960)
- Kierunek – Antarktyda (1961)
- Fridtjof, co z ciebie wyrośnie? (1962)
- Zaczarowana zagroda (1963)
- Mufti – osiołek Laili (1964)
- Tumbo z Przylądka Dobrej Nadziei (1964) (Klub Siedmiu Przygód)
- Czy foka jest biała (1965)
- Piotr w krainie białych niedźwiedzi (1965)
- Człowiek, o którego upomniało się morze (1966)
- Okrutny biegun (1969)
- Osaczeni wielkim chłodem (1970)
- Nie prowadziła ich Gwiazda Polarna (1974)
- Tumbo nigdy nie zazna spokoju (1977) (Klub Siedmiu Przygód)